# Station Épône - Mézières
Station Épône - Mézières is een spoorwegstation in Frankrijk op de grens van de gemeenten Épône en Mézières-sur-Seine. Het ligt aan de spoorlijn Paris Saint-Lazare - Le Havre en is sinds 30 augustus 1900 het eindstation van de lijn Plaisir - Grignon — Épône - Mézières. Het station werd op 9 mei 1843 geopend, toen de sectie tussen Colombes-Embranchement en Rouen-Rive-Gauche in gebruik werd genomen.
Het station ligt op kilometerpunt 48,643 van de spoorlijn van Paris Saint-Lazare naar Le Havre en op kilometerpunt 52,203 van de lijn van Plaisir - Grignon naar Épône - Mézières.
Het station wordt aangedaan door verschillende treinen van de Transilien:
- Lijn J: treinen tussen Paris Saint-Lazare en Mantes-la-Jolie, en tussen Paris Saint-Lazare en Vernon - Giverny. De treinen naar Vernon - Giverny zijn sneltrein en stoppen op een beperkt aantal stations tussen Parijs en Mantes-la-Jolie.
- Lijn N: treinen tussen Paris-Montparnasse en Mantes-la-Jolie.

## Vorige en volgende stations
| Richting         | Vorig station   | Lijn    | Volgend station              | Richting           |
| ---------------- | --------------- | ------- | ---------------------------- | ------------------ |
| Mantes-la-Jolie  | Mantes-Station  | Trans J | Aubergenville-Élisabethville | Paris Saint-Lazare |
| Vernon - Giverny | Mantes-Station  | Trans J | Les Mureaux                  | Paris Saint-Lazare |
| Mantes-la-Jolie  | Mantes-la-Jolie | Trans N | Nézel - Aulnay               | Paris-Montparnasse |